# Ager (prénom)
Pour les articles homonymes, voir Ager.
Ager est un prénom masculin basque. 
Originaire du Pays basque, c'était le surnom de l'écrivain Valentin Aurre Apraiz (1912-1966).

## Prénom
- Pour l'ensemble des articles sur les personnes portant ce prénom, consulter :
  - la liste des articles dont le titre commence par ce prénom
  - les listes produites par Wikidata : Liste des personnes de prénom « Ager » — même liste en incluant les éventuels prénoms composés qui contiennent « Ager ».